# Michael Pedersen
Michael „Mex” Pedersen (ur. 11 czerwca 1963 w Esbjergu) – duński piłkarz występujący na pozycji napastnika, trener piłkarski.

## Życiorys
Był juniorem Esbjerg fB. W 1982 roku został włączony do pierwszej drużyny. Zadebiutował w niej 12 kwietnia w spotkaniu przeciwko AGF. W 1985 roku został zawodnikiem Osasuny. W Primera División zadebiutował 26 stycznia 1986 roku w przegranym 0:2 meczu z Cádiz. W barwach hiszpańskiego klubu występował przez dwa lata, rozgrywając w tym czasie osiemnaście spotkań w Primera División. W 1987 powrócił do Esbjerg fB, gdzie występował przez kolejne trzy sezony. W 1989 roku przeszedł do Ikast FS. Zajął wówczas z klubem trzecie miejsce w 1. division, rok później spadając z ligi. W 1992 roku powrócił do Esbjerg fB. Ogółem zdobył dla tego klubu 161 goli. Karierę piłkarską zakończył w 1999 roku.
Po zakończeniu kariery zawodniczej pracował w Esbjerg fB, początkowo jako asystent trenera (2000), a w latach 2001–2011 jako trener juniorów. Następnie, do 2015 roku, ponownie pełnił funkcję asystenta. Od sierpnia do października 2015 roku był tymczasowym trenerem klubu, a jego zawodnicy wygrali wówczas trzy ligowe mecze na dziesięć rozegranych. W 2016 roku był szefem skautingu Esbjergu. W styczniu 2017 roku objął funkcję selekcjonera reprezentacji Danii U-16 i U-17, ponadto w 2017 i 2018 roku był asystentem selekcjonera w reprezentacji Danii U-18. W czerwcu 2018 roku zakończył pracę z reprezentacją U-17, a w marcu 2019 przestał być trenerem reprezentacji U-16. W latach 2019–2020 ponownie pracował z reprezentacją U-17. W lipcu 2020 roku został trenerem młodzieżówki Kolding IF.

## Statystyki ligowe
| Sezon         | Klub       | Liga             | Mecze | Gole |
| ------------- | ---------- | ---------------- | ----- | ---- |
| 1982          | Esbjerg fB | 1. division      | 29    | 8    |
| 1983          | Esbjerg fB | 1. division      | 29    | 11   |
| 1984          | Esbjerg fB | 1. division      | 30    | 10   |
| 1985          | Esbjerg fB | 1. division      | 26    | 17   |
| 1985/1986 (w) | CA Osasuna | Primera División | 8     | 1    |
| 1986/1987     | CA Osasuna | Primera División | 10    | 0    |
| 1987          | Esbjerg fB | 2. division      | 12    | 6    |
| 1988          | Esbjerg fB | 2. division      | 20    | 12   |
| 1989          | Esbjerg fB | 2. division      | 13    | 4    |
| 1989          | Ikast FS   | 1. division      | ?     | ?    |
| 1990          | Ikast FS   | 1. division      | ?     | ?    |
| 1991          | Ikast FS   | Superligaen      | 16    | 0    |
| 1991/1992 (w) | Esbjerg fB | 1. division      | 14    | 4    |
| 1992/1993 (j) | Esbjerg fB | 1. division      | 13    | 13   |
| 1992/1993 (w) | Esbjerg fB | Superkvalen      | 10    | 3    |
| 1993/1994     | Esbjerg fB | 1. division      | 24    | 6    |
| 1994/1995 (j) | Esbjerg fB | 2. division      | 11    | 7    |
| 1994/1995 (w) | Esbjerg fB | 1. division      | 14    | 9    |
| 1995/1996     | Esbjerg fB | 1. division      | 21    | 6    |
| 1996/1997     | Esbjerg fB | 1. division      | 30    | 5    |
| 1997/1998     | Esbjerg fB | 1. division      | 25    | 15   |
| 1998/1999     | Esbjerg fB | 1. division      | 26    | 8    |